# Litosfera

Subducción entre placas litosféricas. Nótese que la litosfera incluye la corteza terrestre.

La litosfera  (del griego λίθος, lithos, ‘piedra’ y σφαίρα, sphaíra, ‘esfera’) es la capa superficial sólida de la Tierra, caracterizada por su rigidez. Está formada por la corteza y la zona más externa del manto, y mantiene un equilibrio isostático sobre la astenosfera, una capa «plástica» que forma parte del manto. La litosfera suele tener un espesor aproximado de 50 a 100 km, y su límite externo es la superficie terrestre. El límite inferior varía dependiendo de la definición de litosfera que se adopte. Para este caso, teniendo en cuenta el espesor mencionado, es la astenosfera.
La litosfera está fragmentada en una serie de placas tectónicas o litosféricas, en cuyos bordes se concentran los fenómenos geológicos endógenos, como el magmatismo, la sismicidad o la orogénesis.

## Concepto
El concepto de litosfera, como la fuerte capa exterior de la Tierra, fue descrito por el matemático inglés A. E. H. Love en su monografía de 1911 "Algunos problemas de geodinámica" y desarrollado con más detalle por el geólogo estadounidense Joseph Barrell, quien escribió una serie de artículos sobre el concepto e introdujo la término "litosfera". El concepto se basó en la presencia de importantes anomalías gravitacionales sobre la corteza continental, de lo que dedujo que debía existir una capa superior fuerte y sólida (a la que llamó litosfera) sobre una capa más débil que podía fluir (a la que llamó astenosfera). . Estas ideas fueron ampliadas por el geólogo canadiense Reginald Aldworth Daly en 1940 con su obra fundamental "Fuerza y estructura de la Tierra" Estas ideas han sido ampliamente aceptadas por geólogos y geofísicos. Estos conceptos de una litosfera fuerte que descansa sobre una astenosfera débil son esenciales para la teoría de la tectónica de placas.

Placas tectónicas de la litosfera de la Tierra. Este plano es de 2014 y existen datos más actualizados.

## Tipos de litosfera

Descripción de la estructura interna de la Tierra. La astenosfera en relación con las demás capas de la estructura de la Tierra.

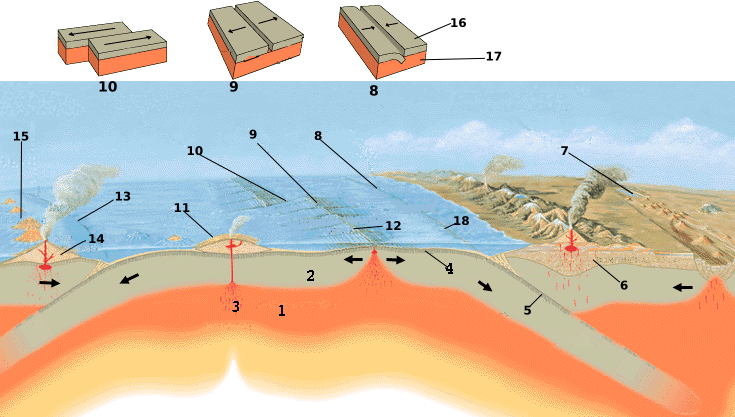
Esquema de elementos asociados a las placas tectónicas. 1- Astenosfera; 2- Litosfera; 3- Punto caliente; 4- Corteza oceánica; 5- Plano de subducción; 6- Corteza continental y orogénesis; 7- Rift continental (inicio de la apertura de un nuevo océano); 8- Borde convergente; 9- Borde divergente; 10- Borde transformante; 11- Volcán en escudo; 12- Dorsal oceánica; 13- Borde convergente; 14- Estratovolcán; 15- Arco-isla; 16- Placa; 17- Astenosfera; 18- Fosa oceánica.

En la práctica no es fácil establecer un espesor concreto para la litosfera. Se aplican distintas aproximaciones a:
- Litosfera térmica: Bajo este concepto la litosfera constituye la parte del manto donde la conducción de calor predomina sobre la convección de calor, caso opuesto de lo que ocurre en la parte del manto que subyace la litosfera.[11] En este sentido la base de la litosfera se puede definir según la intersección de una proyección del gradiente geotérmico con: a) alguna temperatura predefinida, b) cierta fracción de la temperatura de ambiente o c) cierta fracción del solidus del manto.[11] Otro método más simple define dicho límite según la superficie de una isoterma.[11] La transferencia de calor en la litosfera se produce por conducción de calor, a diferencia de la transferencia de calor por convección en la astenosfera. El gradiente de temperatura es mayor en la litosfera (entre 10 y 30 °C/km) que en la astenosfera (0,3 °C/km).[12] La transformación de un manto rígido en la litosfera en un manto más deformable (dúctil) en la astenosfera es responsable de una disminución de la velocidad y de una marcada atenuación de las ondas sísmicas P y S al nivel de la "zona de baja velocidad" (low velocity zone).

- Litosfera sísmica: La base de la litosfera se caracteriza por una reducción en la velocidad de propagación de las ondas S y una elevada atenuación de las ondas P. Esta definición tiene la ventaja que es fácilmente detectable a través de estudios sismológicos.[cita requerida]

- Litosfera elástica: Se llama litosfera flexural o elástica como la capa superior de la Tierra que se mueve con las placas tectónicas.[13] Según esta definición la litosfera se define como rígida y con movimiento mecánico coherente.[13]

Las litosferas térmica y sísmica tienen espesores equivalentes. En general, el espesor de la litosfera elástica es mayor a los otros dos.[cita requerida]
Según el tipo de corteza que la forme, distinguimos dos tipos:
- Litosfera continental: Es la litosfera que está formada por la corteza continental y la parte externa del manto terrestre. El espesor es de unos 120 km  La litosfera continental tiene un rango de espesor desde aproximadamente 40 kilómetros (25 millas) a quizás 280 kilómetros (170 millas);[14] la parte superior de aproximadamente 30 a 50 kilómetros (19 a 31 millas) de la litosfera continental típica es corteza. La corteza continental está compuesta principalmente por rocas de composición granítica. La corteza se distingue del manto superior por el cambio de composición química que tiene lugar en la discontinuidad de Mohorovičić. Las partes más antiguas de la litosfera continental se encuentran debajo de los cratones, y la litosfera del manto allí es más gruesa y menos densa de lo típico; la densidad relativamente baja de tales "raíces de cratones" del manto ayuda a estabilizar estas regiones.[15][16] Debido a su densidad relativamente baja, la litosfera continental que llega a una zona de subducción no puede subducirse mucho más allá de unos 100 km (62 millas) antes de resurgir a la superficie. Como resultado, la litosfera continental no se recicla en las zonas de subducción de la misma manera que se recicla la litosfera oceánica. En cambio, la litosfera continental es una característica casi permanente de la Tierra.[17][18]

- Litosfera oceánica: Está formada por la corteza oceánica y el manto externo terrestre. Constituye los fondos oceánicos y es más delgada que la litosfera continental. Su espesor es de 65 km y está formada en su mayoría por rocas basálticas.

#### Litosfera oceánica
La litosfera oceánica está formada principalmente por corteza máfica y manto ultramáfica (peridotita) y es más densa que la litosfera continental. La litosfera oceánica joven, que se encuentra en las dorsales oceánicas, no es más gruesa que la corteza, pero la litosfera oceánica se engrosa a medida que envejece y se aleja de la dorsal oceánica. La litosfera oceánica más antigua suele tener un grosor de unos 140 kilómetros (87,0 mi).
Este engrosamiento se produce por el enfriamiento conductivo, que convierte la astenosfera caliente en manto litosférico y hace que la litosfera oceánica sea cada vez más gruesa y densa con la edad. De hecho, la litosfera oceánica es una capa límite térmica para la convección en el manto.  El espesor de la parte del manto de la litosfera oceánica puede aproximarse como una capa límite térmica que se engrosa con la raíz cuadrada del tiempo.
{\displaystyle h\,\sim \,2\,{\sqrt {\kappa t}}}
Aquí, {\displaystyle h} es el espesor de la litosfera del manto oceánico, {\displaystyle \kappa } es la difusividad térmica (aproximadamente 10-6 m2/s) para las rocas de silicato, y {\displaystyle t} es la edad de la parte dada de la litosfera. La edad suele ser igual a L/V, donde L es la distancia desde el centro de propagación de la dorsal mediooceánica, y V es la velocidad de la placa litosférica.
La litosfera oceánica es menos densa que la astenosfera durante unas decenas de millones de años, pero después se vuelve cada vez más densa que la astenosfera. Mientras que la corteza oceánica químicamente diferenciada es más ligera que la astenosfera, la contracción térmica de la litosfera del manto la hace más densa que la astenosfera. La inestabilidad gravitatoria de la litosfera oceánica madura hace que, en las zonas de subducción, la litosfera oceánica se hunda invariablemente bajo la litosfera dominante, que puede ser oceánica o continental. En las dorsales oceánicas se produce constantemente nueva litosfera oceánica, que se recicla en el manto en las zonas de subducción. Como resultado, la litosfera oceánica es mucho más joven que la continental: la litosfera oceánica más antigua tiene unos 170 millones de años, mientras que partes de la litosfera continental tienen miles de millones de años.

##### Litosfera subducida
Los estudios geofísicos de principios del siglo XXI postulan que grandes trozos de la litosfera han sido subducidos en el manto a una profundidad de 2900 kilómetros (1802,0 mi) esta cerca del límite entre el núcleo y el manto, mientras que otros "flotan" en el manto superior. Sin embargo, otros se adentran en el manto hasta 400km pero permanecen "adheridos" a la placa continental superior, similar a la extensión de la "tectosfera" propuesta por Jordan en 1988. La litosfera en subducción se mantiene rígida (como demuestran los terremotos profundos a lo largo de la zona Wadati-Benioff) hasta una profundidad de unos 600km.

## Xenolitos del manto
Los geocientíficos pueden estudiar directamente la naturaleza del manto subcontinental examinando los xenolitos del manto que aparecen en la kimberlita, la lamproita y otros tubos volcánicos. La historia de estos xenolitos ha sido investigada por muchos métodos, incluyendo análisis de abundancia de isótopos de osmio y renio. Dichos estudios han confirmado que las litosferas del manto situadas bajo algunos cratones han persistido durante periodos superiores a los 3.000 millones de años, a pesar del flujo del manto que acompaña a la tectónica de placas.

## Microorganismos
La parte superior de la litosfera es un gran hábitat para microorganismos, algunos de los cuales se encuentran a más de 4,8 km (3 millas) por debajo de la superficie de la Tierra.

## Relación litosfera-biosfera
La litosfera constituye la mayor parte del planeta en contacto con la biosfera, tanto en masa como en volumen, muy por delante del agua y del aire. Es el soporte de la vida (biodiversidad) y contiene la mayor parte del carbono fósil residual en forma de carbón, gas, petróleo y rocas carbonatadas.